# Ermensee
Ermensee (toponimo tedesco) è un comune svizzero di 1 012 abitanti del Canton Lucerna, nel distretto di Hochdorf.

## Geografia fisica
Ermensee si estende nella pianura compresa fra i laghi di Hallwil e di Baldegg.

## Monumenti e luoghi d'interesse
- Cappella cattolica di San Giacomo, eretta nel 1605-1608[3].

## Società

### Evoluzione demografica
L'evoluzione demografica è riportata nella seguente tabella:
Abitanti censiti

## Infrastrutture e trasporti
Ermensee è servito dall'omonima stazione delle Ferrovie Federali Svizzere, sulla linea della Seetal.